# Farthest North
Farthest North es una expresión anglosajona que significa «el punto más al norte» (o «lo más al norte» o el «norte más lejano») y que describe la latitud más al norte alcanzada por los exploradores antes de llegar al Polo Norte, cuya conquista hizo que la expresión quedara obsoleta. Las regiones polares septentrionales (Ártico) son mucho más accesibles que las del sur, ya que las masas de tierra continentales se extienden hasta latitudes más altas y los viajes por mar a esas regiones son relativamente cortos. 

## Evolución de la marca
Una expedición dirigida por el neerlandés Willem Barents alcanzó los 79°49'N el 16 de junio de 1596, el primer registro más al norte conocido. En 1607, Henry Hudson probablemente llegó a Hakluyt's Headland (un poco al sur de la latitud alcanzada por Barents), pero no pudo seguir adelante por la banquisa que rodeaba la costa norte de la isla de Spitsbergen. En 1612 un explorador de Hull, Thomas Marmaduke, afirmó que había alcanzado los 82°N, mientras que los exploradores neerlandeses en 1614 y 1624 afirmaron haber navegado incluso más al norte de los 83°N. Ninguna de estas reclamaciones tiene base en realidad, y la segunda afirmación, hecha por Joris Carolus, es imposible saber las condiciones del hielo en esa temporada; aunque Marmaduke al menos logró llegar hasta Gråhuken (79°48'N). Algunos balleneros ingleses alcanzaron el cabo Norte de las islas Svalbard (a 80°32'N) en, o antes, de 1622, como muestra el mapa de la Compañía de Moscovia de 1625. Las siete islas (a 80°49'N), al norte de Nordaustlandet fueron recogidas en un mapa neerlandesa de 1663, pero al parecer fueron alcanzadas por un buque de Enkhuizen mucho antes, en 1618. En 1707 los balleneros neerlandeses Cornelis Cornelisz Giles (o Gieles) bordearon el punto más septentrional de Nordaustlandet en Svalbard, pasando a 81°N. En 1806, la Resolution de Whibty, comandada por William Scoresby (senior), decía que navegó al norte de las Siete Islas y que llegó a 81°50'N.
Una de las primeras expediciones con el propósito explícito de alcanzar el Polo Norte fue la de William Edward Parry en 1827, que llegó hasta los 82°45'N, una marca que se mantuvo durante varias décadas. 
Albert Hastings Markham, un miembro de la expedición británica al Ártico de 1875-76 fue el siguiente en conseguir estar más cerca del Polo, 48 años después, cuando llegó a una latitud de 83°20'26"N en un trineo tirado por perros. 
En 1895, el noruego Fridtjof Nansen y Fredrik Hjalmar Johansen llegaron a la latitud 86°14'N. En 1900, Umberto Cagni de la Armada Real Italiana dejó el campamento base establecido por Luis Amadeo de Saboya, duque de los Abruzos, y llegó el 25 de abril a la latitud 86°34', superando la marca de 1895 de Nansen por entre 35 a 40 kilómetros. 
Dos exploradores estadounidenses declararon haber alcanzado el Polo Norte en 1908 (Frederick Cook) y 1909 (Robert Peary). La reclamación de Cook fue ampliamente considerada como fraudulento, pero Peary fue acreditado como el descubridor del Polo Norte durante gran parte del siglo XX. En las últimas décadas, sin embargo, la afirmación de Peary se ha puesto en duda, aunque lo que hizo sin duda estableció un nuevo récord más al norte (fue despedido por los miembros de su partida de apoyo a los 87°45 'N). Independientemente de la verdad de la reclamación de Peary de haber alcanzado el Polo, las expediciones por tierra al Polo Norte terminaron: el noruego Roald Amundsen redirigió su prevista expedición al Ártico y en su lugar emprendió el destino del Polo Sur, que consiguió en 1911. 
El 9 de mayo de 1926, Richard Evelyn Byrd intentó volar sobre el Polo Norte en un avión. Fue ampliamente aceptada que lo había conseguido, pero en las últimas décadas se ha puesto ampliamente en duda. 
Por último, el 12 de mayo de 1926, el dirigible Norge que llevaba a Roald Amundsen y otros quince hombres (incluidos los diseñadores de la nave y al piloto Umberto Nobile, al timonel Oscar Wisting, al navegante Hjalmar Riiser-Larsen y al patrocinador de la expedición Lincoln Ellsworth) sobrevoló el Polo Norte, en ruta desde Spitsbergen hasta Alaska, el primer logro del Polo sobre el que no hay ninguna controversia.

## Cronología de las marcas  «Farthest North»
En la tabla siguiente se recoge la evolucíon de las marcas.
| Fecha               | Líder de la expedición | País                              | Latitud alcanzada          | Localización                                                     | Tipo |
| ------------------- | --- | --------------------------------- | -------------------------- | ---------------------------------------------------------------- | ---- |
| 16 de junio de 1596 | Willem Barents | Provincias Unidas                 | 79°49'N                    | Archipiélago de las Svalbard                                     | M    |
| 1607                | Henry Hudson | Reino de Inglaterra               | Algo menor que Barents     | Hakluyt's Headland, isla de Spitsbergen                          | M    |
| 1612                | Thomas Marmaduke | Reino de Inglaterra               | 79°48'N (reclamó los 82°N) | Gråhuken, Spitsbergen                                            | M    |
| c. 1622             | Balleneros ingleses | Reino de Inglaterra               | 80°32'N                    | Cabo Norte, en las islas Svalbard                                | M    |
| Antes de 1663       | Balleneros neerlandeses | Provincias Unidas                 | 80°49'N                    | Isla de Sjuøyane, en el grupo de las Siete islas en las Svalbard | M    |
| 1707                | Cornelis Cornelisz Giles | Provincias Unidas                 | 81°N                       | Nordaustlandet, en las Svalbard                                  | M    |
| 1806                | William Scoresby (con la Resolution ) | Reino Unido                       | 81°50'N                    |                                                                  | M    |
| 1827                | William Edward Parry (expedición al Polo Norte) | Reino Unido                       | 82°45'N                    | Desde la costa norte de Spitsbergen (Svalbard)                   | M    |
| 1875-1876           | Albert Hastings Markham (expedición británica al Ártico) | Reino Unido                       | 83°20'26"N                 | Isla de Ellesmere                                                | T    |
| 13 de mayo de 1882  | James B. Lockwood y David L. Brainard (Expedición a Bahía Lady Franklin de Adolphus Greely)                                                                      | Estados Unidos                    | 83°24'N                    | Groenlandia                                                      | T    |
| 1895                | Fridtjof Nansen y Fredrik Hjalmar Johansen | Suecia-Noruega                    | 86°14'N                    |                                                                  | Mx   |
| 25 de abril de 1900 | Umberto Cagni | Italia                            | 86°34'N                    |                                                                  | A    |
| 22 de abril de 1908 | Frederick Cook | Estados Unidos                    | 90°N (discutido)           | Desde Annoatok (Groenlandia) al Polo Norte                       | T    |
| 7 de abril de 1909  | Robert Peary | Estados Unidos                    | 90°N (discutido)           | Desde cabo Sheridan (isla de Ellesmere) al Polo Norte            | T    |
| 9 de mayo de 1926   | Richard Evelyn Byrd | Estados Unidos                    | 90°N (desmentida en 1996)  | Polo Norte                                                       | A    |
| 12 de mayo de 1926  | Roald Amundsen y Umberto Nobile (con Oscar Wisting, Hjalmar Riiser-Larsen y Lincoln Ellsworth, hasta 16 hombres, en el dirigible Norge)                          | Italia · Estados Unidos · Noruega | 90°N                       | Ny-Ålesund (Noruega)-Polo Norte-Teller (Alaska)                  | A    |
| 23 de abril de 1948 | Alexander Kuznetsov con otros 30 hombres, a bordo de aviones Lisunov Li-2, aterrizan en el polo y hacen pie, siendo los primeros que indiscutiblemente lo hacen. | Unión Soviética                   | 90°N                       | Polo Norte                                                       | A, T |
| 3 de agosto de 1958 | USS Nautilus (SSN-571). Primer submarino en navegar bajo el polo.                                                                                                | Estados Unidos                    | 90°N                       | Polo Norte                                                       | O    |
| 17 de marzo de 1959 | USS Skate (SSN-578). Primer submarino en emerger en el polo. | Estados Unidos                    | 90°N                       | Polo Norte                                                       | O    |
| 19 de abril de 1968 | Ralph Plaisted y otros tres. Por tierra y hielo, en motos de nieve.                                                                                              | Estados Unidos                    | 90°N                       | Polo Norte                                                       | T    |
| 6 de abril de 1969  | Wally Herbert y otros tres. Por tierra y hielo, en trineos de perros. Con suministro aéreo.                                                                      | Reino Unido                       | 90°N                       | Polo Norte                                                       | T    |
| 23 de mayo de 1995  | Marek Kamiński. Primero en llegar a pie y sin asistencia. | Polonia                           | 90°N                       | Polo Norte                                                       | T    |